# Arracourt
Arracourt est une commune française située dans le département de Meurthe-et-Moselle, en région Grand Est.

## Géographie

### Localisation
La commune est située à la limite  du département de la Moselle, qui entre 1871 et 1918, était la frontière avec l'Allemagne. Arracourt se trouve à 16 km au nord de la sous-préfecture Lunéville, à 28 km à l'est de la préfecture Nancy, à 42 km au nord de Baccarat, bureau centralisateur de son canton, et à 56 km au sud de Metz. Château-Salins (département de la Moselle) est à 12 km au nord. 
La commune est traversée par la Loutre Noire.
Le territoire de la commune est limitrophe de ceux de sept communes :
| Bezange-la-Grande | Vic-sur-Seille | Juvrecourt           |
| Athienville       | Arracourt      | Réchicourt-la-Petite |
|                   | Bathelémont    | Bures                |

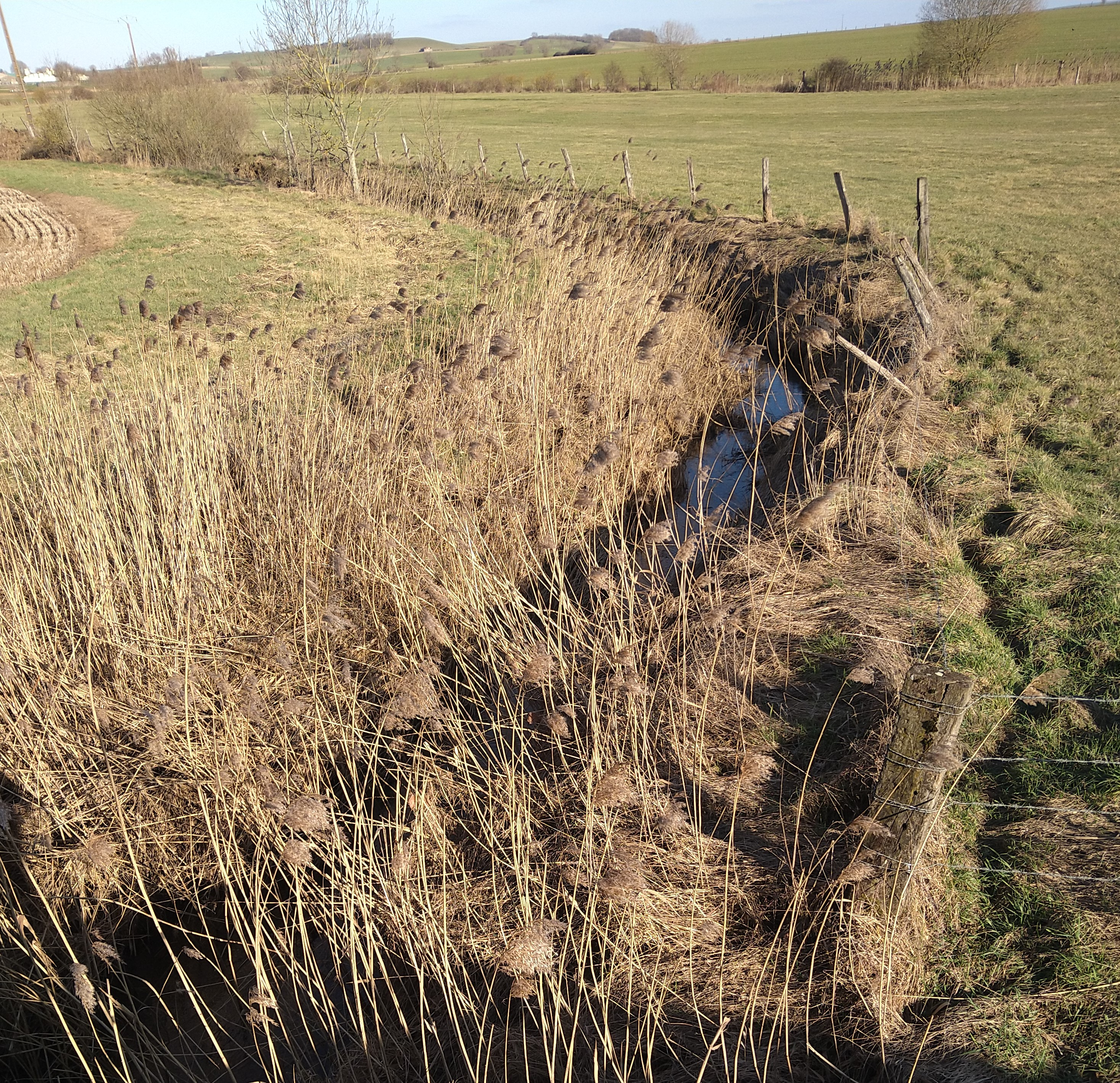
La Loutre Noire à Arracourt.
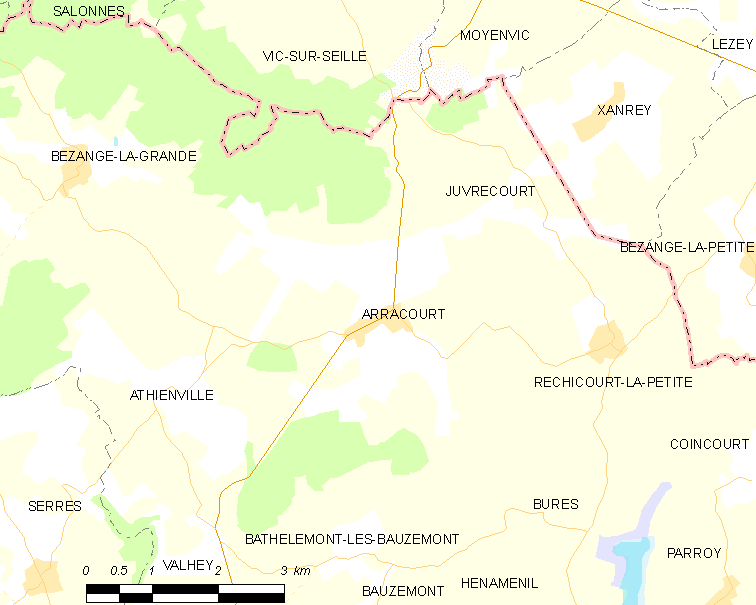
Carte de la commune.
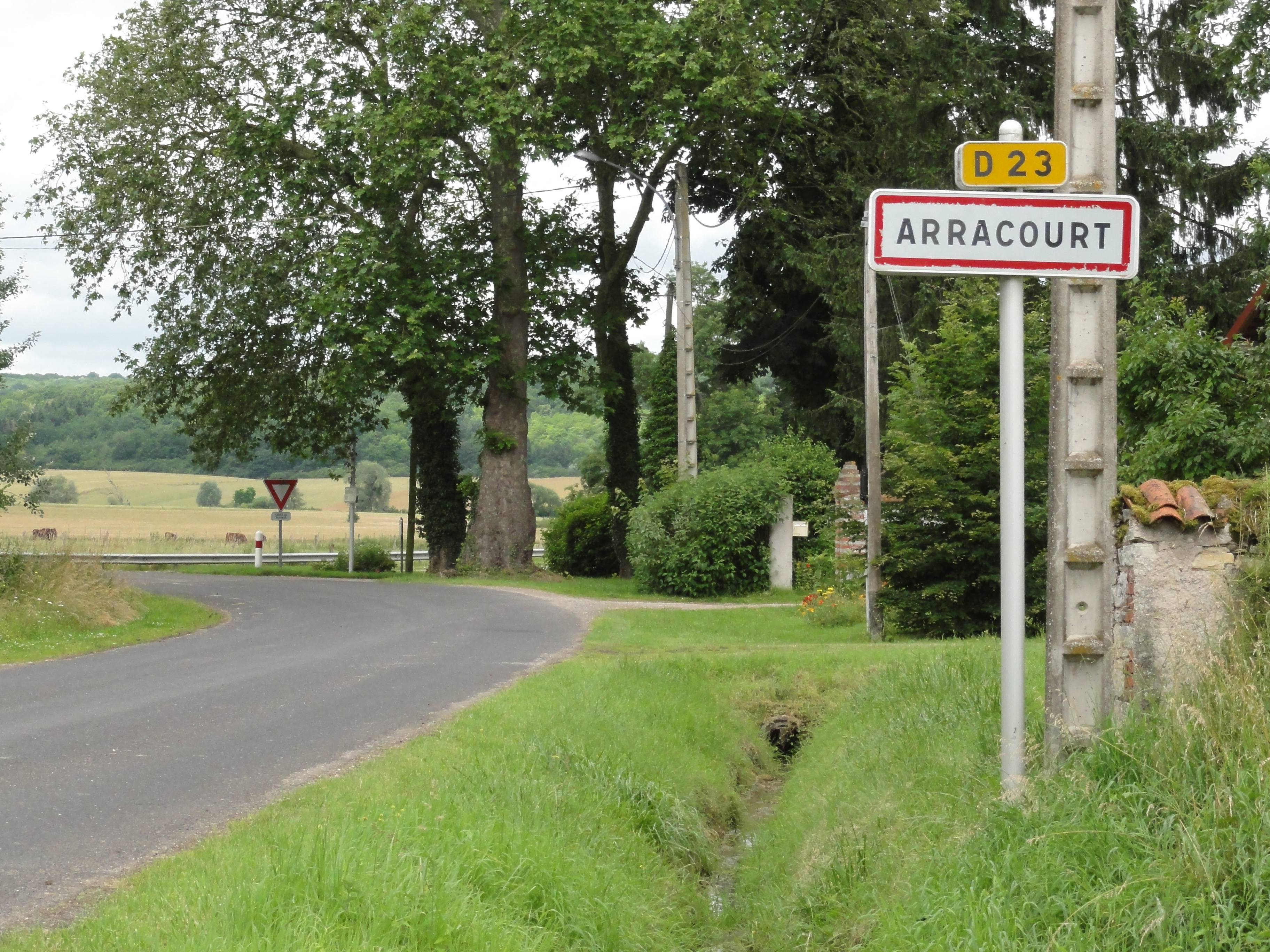
Entrée d'Arracourt.
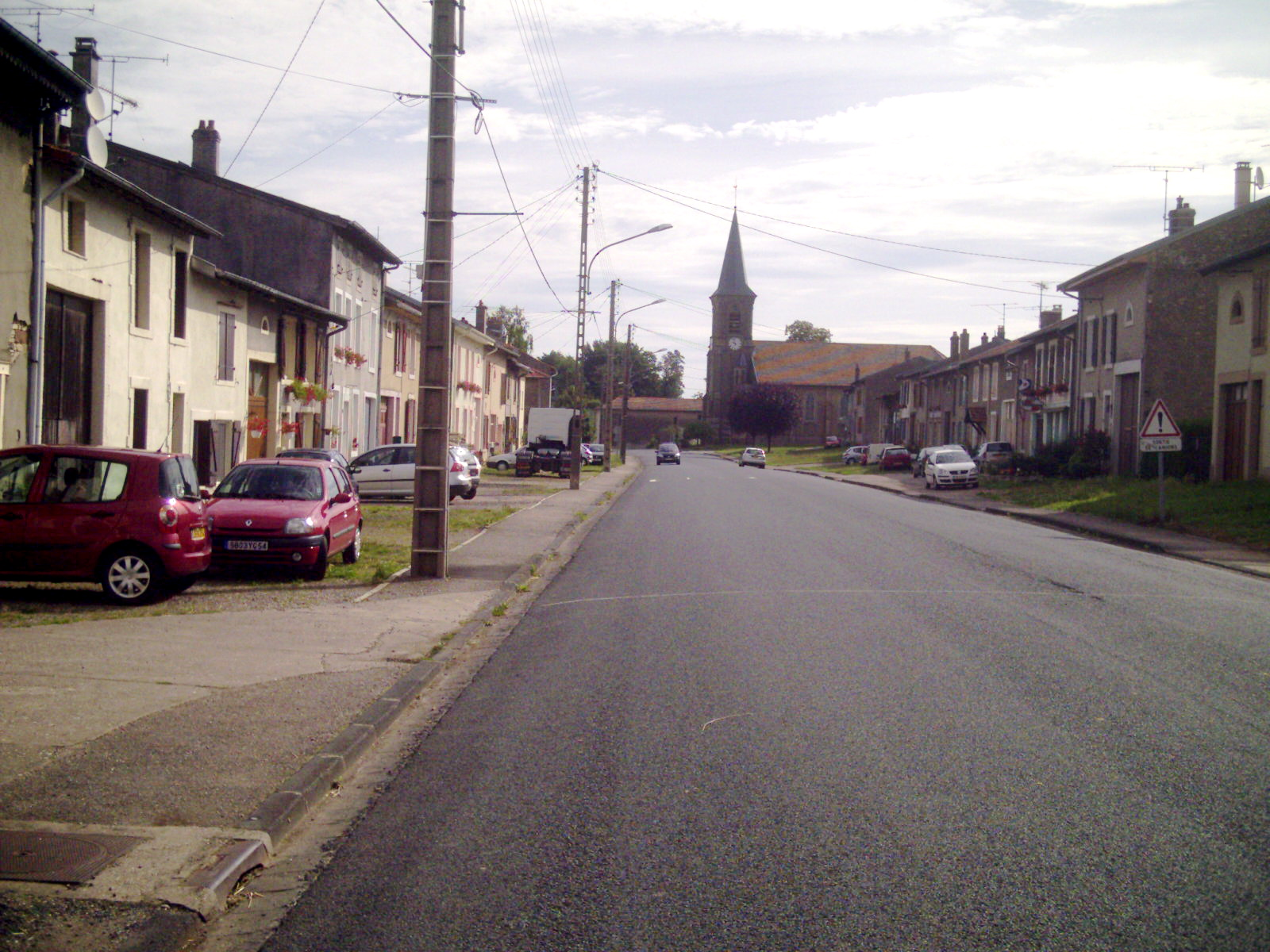
Rue principale.
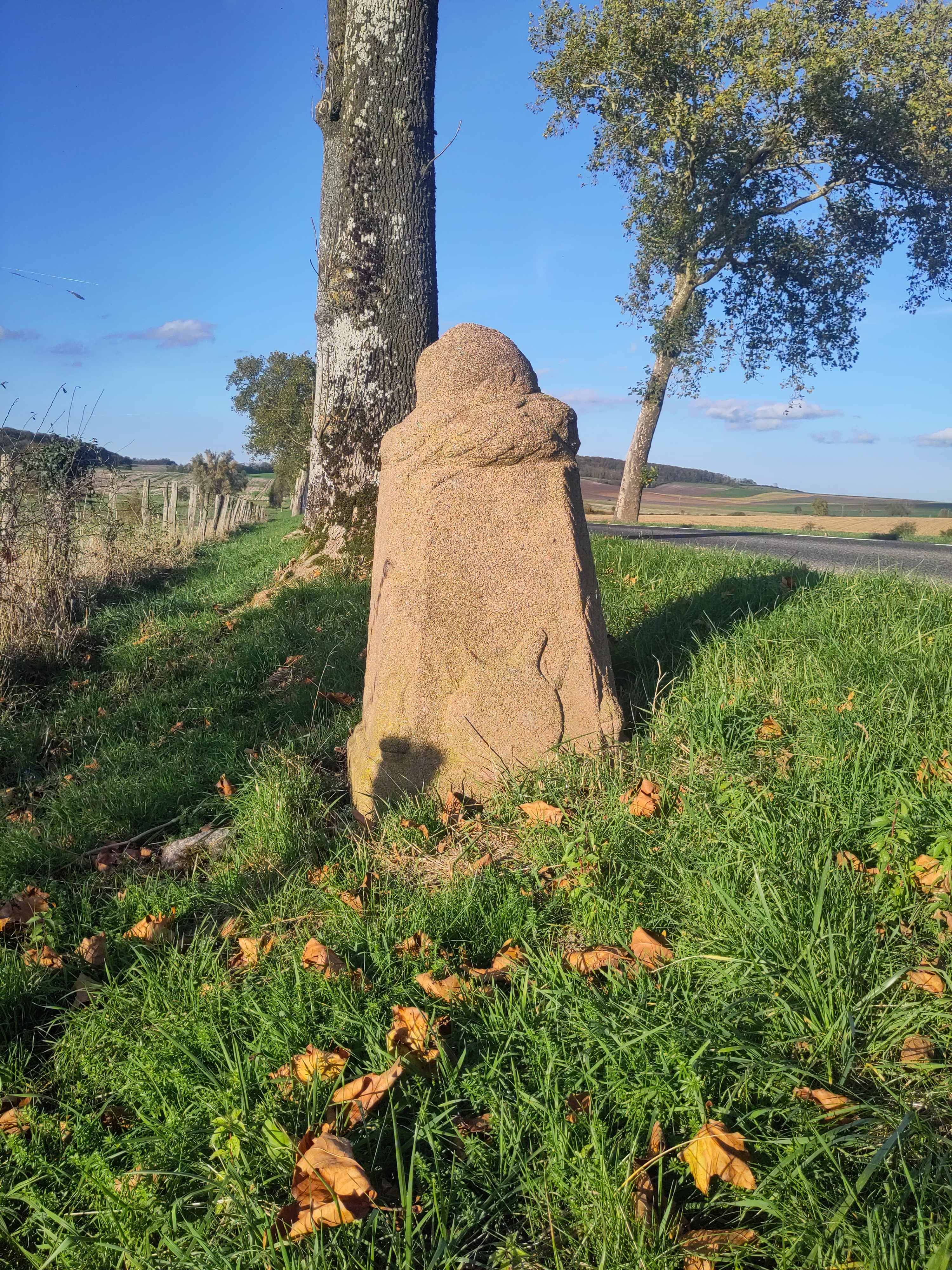
ancienne borne

### Hydrographie
La commune est dans le bassin versant du Rhin au sein du bassin Rhin-Meuse. Elle est drainée par la Loutre Noire, le ruisseau d'Athienville, le ruisseau de la Grande Prairie et le ruisseau du Breuil,.
La Loutre Noire, d'une longueur de 18 km, prend sa source dans la commune de Réchicourt-la-Petite et se jette  dans la Seille à Moncel-sur-Seille, après avoir traversé sept communes. Il existait un moulin (mentionné sur la carte d'état-major 1822-1866, voir Géoportail), sur le ruisseau de Vaudrecourt (probablement une dérivation de la Loutre Noire), actuellement, écart de Vaudrecourt, exploité dans les années 1830 par Joseph Kennel, un meunier mennonite[réf. souhaitée].

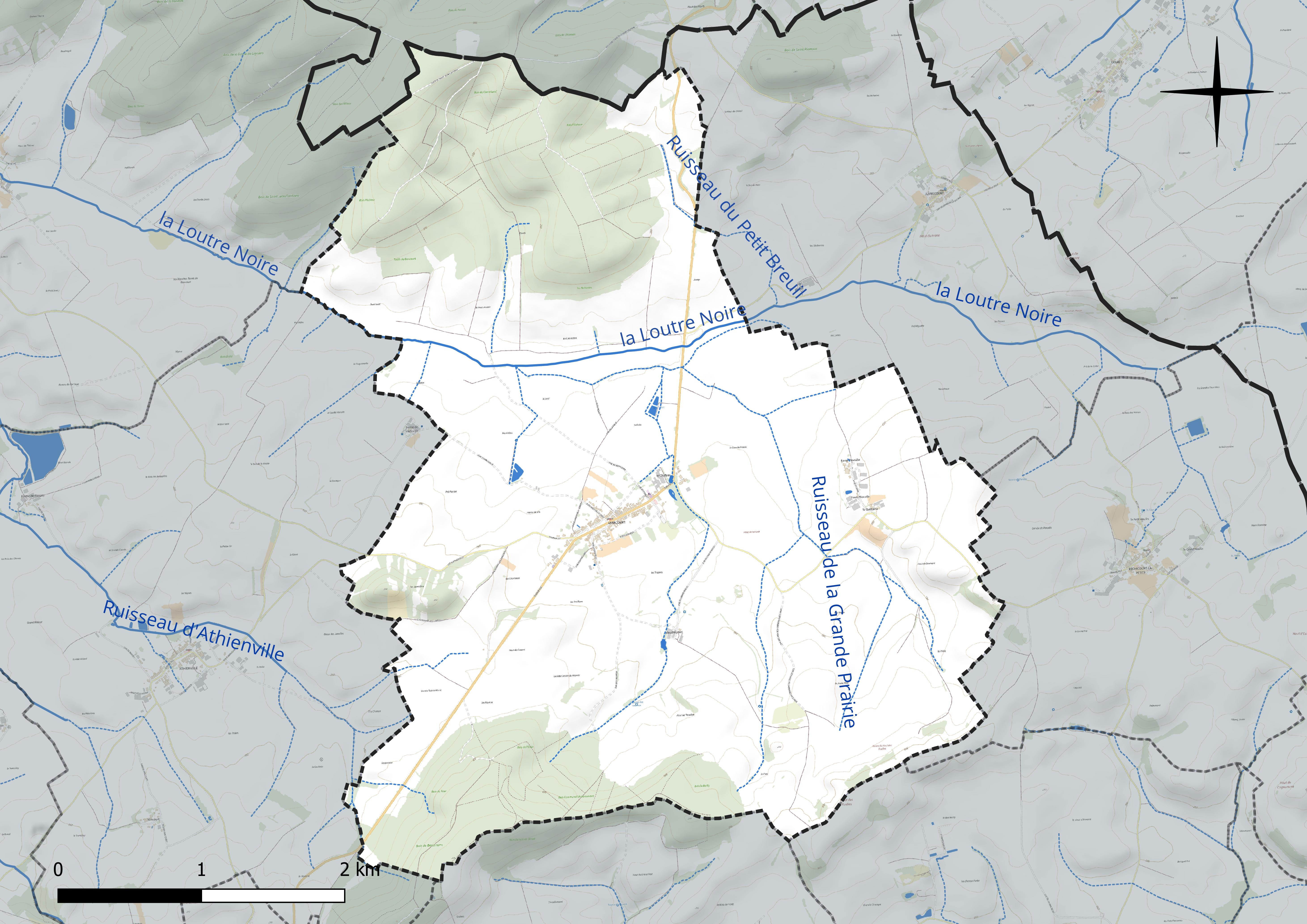
Réseau hydrographique d'Arracourt.

### Climat
Pour des articles plus généraux, voir Climat du Grand Est et Climat de Meurthe-et-Moselle.
En 2010, le climat de la commune est de type climat des marges montargnardes, selon une étude du Centre national de la recherche scientifique s'appuyant sur une série de données couvrant la période 1971-2000. En 2020, Météo-France publie une typologie des climats de la France métropolitaine dans laquelle la commune est exposée à un climat semi-continental et est dans la région climatique Lorraine, plateau de Langres, Morvan, caractérisée par un hiver rude (1,5 °C), des vents modérés et des brouillards fréquents en automne et hiver.
Pour la période 1971-2000, la température annuelle moyenne est de 9,7 °C, avec une amplitude thermique annuelle de 16,9 °C. Le cumul annuel moyen de précipitations est de 749 mm, avec 11,4 jours de précipitations en janvier et 9,2 jours en juillet. Pour la période 1991-2020, la température moyenne annuelle observée sur la station météorologique de Météo-France la plus proche, « Nancy-Essey », sur la commune de Tomblaine à 24 km à vol d'oiseau, est de 11,0 °C et le cumul annuel moyen de précipitations est de 746,3 mm. 
La température maximale relevée sur cette station est de 40,1 °C, atteinte le 24 juillet 2019 ; la température minimale est de −24,8 °C, atteinte le 21 février 1956,,.
Les paramètres climatiques de la commune ont été estimés pour le milieu du siècle (2041-2070) selon différents scénarios d'émission de gaz à effet de serre à partir des nouvelles projections climatiques de référence DRIAS-2020. Ils sont consultables sur un site dédié publié par Météo-France en novembre 2022.

## Urbanisme

### Typologie
Au 1er janvier 2024, Arracourt est catégorisée commune rurale à habitat dispersé, selon la nouvelle grille communale de densité à sept niveaux définie par l'Insee en 2022.
Elle est située hors unité urbaine. Par ailleurs la commune fait partie de l'aire d'attraction de Nancy, dont elle est une commune de la couronne,. Cette aire, qui regroupe 353 communes, est catégorisée dans les aires de 200 000 à moins de 700 000 habitants,.

### Occupation des sols
L'occupation des sols de la commune, telle qu'elle ressort de la base de données européenne d’occupation biophysique des sols Corine Land Cover (CLC), est marquée par l'importance des territoires agricoles (74,5 % en 2018), en augmentation par rapport à 1990 (73,1 %). La répartition détaillée en 2018 est la suivante : 
terres arables (51,9 %), forêts (23,8 %), zones agricoles hétérogènes (12,1 %), prairies (10,5 %), zones urbanisées (1,7 %). L'évolution de l’occupation des sols de la commune et de ses infrastructures peut être observée sur les différentes représentations cartographiques du territoire : la carte de Cassini (XVIIIe siècle), la carte d'état-major (1820-1866) et les cartes ou photos aériennes de l'IGN pour la période actuelle (1950 à aujourd'hui).

## Toponymie
Anciennes graphies : Alradi curtis en 996-1018 ; Aracort en 1182 ; Arachort en 1195 ; Auralcourt au XIIIe siècle ; Arraicourt en 1420 ; Haracourt en 1424 ; Aracourt en 1427 ; Arracolt en 1578 ; La grande Râco en lorrain roman (patois).
En lorrain roman, Arracourt se prononce Râco, Arrâco ou Arrâcou.

## Histoire
La présence gallo-romaine puis mérovingienne sont attestées par diverses découvertes archéologiques sur le territoire de la commune.

### La seigneurie
En 1010,  Bertholde évêque de Toul donne Arracourt près Vic (Auralcourt prope Vicum) à l'abbaye de Saint-Sauveur en Vosges.
Les droits dont jouissait l'abbaye de Domèvre, qui a succédé à celle de Saint-Sauveur, sont énumérés dans les procès-verbaux des plaids annaux d'Arracourt : « Les sieurs prieurs et chanoines réguliers sont seigneurs fonciers du fond et de la roye dudit Arracourt, sans préjudice de leurs prétentions pour la haute, moyenne et basse justice, qui leur a appartenu par ci-devant ; auxquels seuls et privativement de tout autres seigneurs, appartient de créer et instituer la justice et y établir officiers et sergens... Les plaids annaux se doivent tenir environ à la Saint-Martin pour la première fois, et le lundi après les Rois pour la seconde... Lesdits seigneurs ont aussi droit d'avoir et d'entretenir un moulin audit Arracourt¹... Appartient aux dits seigneurs le droit de haut passage¹... Appartient aussi auxdits seigneurs un droit dit de trapage, à savoir que toutes les terres sujettes audits droits doivent auxdits seigneurs de vingt-quatre gerbes, l'une ». À ces droits évoqués par Henri Lepage, s'ajoutent les droits de troupeau à part, de four banal pour un temps au moins, de moulin banal, de relèvement², d'embanies, de créer les officiers de la mairie et de faire crier la fête patronale.
¹ ce moulin était encore en activité en 1865.  ²Le droit de relèvement était un impôt sur les successions.
En 1217, le village est attaché à l'église de Riouville, village et métairie détenu par l'abbaye de Beaupré, elle-même dépendante du chapitre de Vic. Par la suite, le village de Riouville et son église sont détruits. Une église est alors construite à Arracourt. Le siège de la paroisse y est transféré. Le chapitre de Vic y affecte un vicaire , .
Le 17 juin 1506, Jaquot et Philippe de Haraucourt donnent leur dénombrement pour ce qu'ils possèdent à Arracourt. Cela signifie qu'ils sont seigneurs de la communauté, au moins pour une partie. Selon le document ci-après référencé, Philippe d'Arracourt donne aussi son dénombrement Le même jour. On peut se demander si Philippe D'Arracourt n'est pas une mauvaise transcription de Philippe d'Haraucourt ?
Le 24 octobre 1612, le duc Henri II de Lorraine érige en faveur d'André des Porcelets, seigneur de Valhey, un gagnage appelé Vaudrecourt. Cette métairie fut abandonnée pendant les guerres du XVIIe siècle. Elle connait par la suite une seconde vie.
Le 5 septembre 1667, c'est au tour d'Henri, comte de Tornielle gouverneur et bailli de Lunéville de donner ses reversales pour ce qu'il possède à Arracourt, entre autres lieux.
Le 3 mai 1708, le duc Léopold vend à François Lançon conseiller à la cour souveraine, ce qu'il possède en la seigneurie d'Arracourt, à l'exception du droit de sauvegarde.
Au fil du temps, les seigneurs laïcs grignotent les privilèges de l'abbaye de Domèvre. Il y eut un procès entre les religieux et les seigneurs qui se déroula à Épinal de 1692 à 1695. L'abbaye pu récupérer plusieurs de ses droits ancestraux mais les voués ne se lassèrent pas pour autant. Dès l'année suivante, ils firent des démarches pour évoquer l'affaire devant le parlement de Metz. Voulant éviter les frais d'un procès supplémentaire, les religieux consentirent à renoncer au bénéfice de la sentence d'Épinal et firent des concessions à leurs adversaires. Dans leurs lettres de reprise déposées à la chambre royale de Metz le 11 janvier 1692, les religieux indiquent qu'ils ont perdu leurs droits de justice à Arracourt depuis longtemps ; et qu'ils appartiennent présentement à plusieurs seigneurs. L'élément central de l'opposition fut le droit de nommer le maire d'Arracourt. Dès 1672, les laïcs écrivaient à l'abbaye pour lui demander le remplacement du nouveau maire. Le 22 mars 1687, la missive est encore plus claire. Elle exige le droit de nommer un maire favorable aux voués.  Ces « chicanes » furent un temps arbitrées en défaveur de tous. La France occupant la Lorraine, le roi Louis XIV usa de son droit du plus fort pour supprimer les maires. le 19 janvier 1693, les habitants d'Arracourt reçoivent une lettre du prévôt d'Einville : « Ayant plu à sa Majesté le roi très chrétien de créer, dans toutes les prévôtés de Lorraine, des prévôts royaux, avec suppression des maires des villages dont la haute justice lui appartient, et cela par édit du mois de mai 1691, vérifié par le parlement de Metz le 9 juillet suivant... ». Cette situation ne dura pas bien longtemps. Le traité de Ryswick rendant le duché de Lorraine au duc Léopold en 1697, il mit fin aux dispositions royales et les religieux rentrèrent dans leurs droits anciens et... Les voués reprirent de plus belle leurs tentatives pour prendre la mairie. Par  lettre du 3 juin 1734, c'est le comte de Monthureux qui tente à son tour de récupérer la justice d'Arracourt. En 1762, c'est le sieur Busselot qui récrimine contre le chapitre de Domèvre qui a nommé Jacques Poirson maire d'Arracourt. Ses nombreuses activités l'empêchent de gérer correctement la communauté... Et surtout, il est le plus riche propriétaire. Ses privilèges de maire l'exemptent de l'impôt ce qui constitue un manque à gagner important pour les seigneurs laïcs.

#### Quelques noms de seigneurs laïcs
Parmi les seigneurs laïcs qui ont bénéficié de privilèges à Arracourt au XVIIIe siècle, on relève les noms suivants, sans ordre chronologique : François Lançon, écuyer, conseiller au parlement de Metz, haut justicier d'Arracourt et d'Ogéviller en partie qui eut pour successeur le comte de Monthureux ; Jean-François de Fiquelmont, chevalier, baron de Parroy, commandant une compagnie de chevau-légers de S. A. R. ; Nicolas Gillet, écuyer, seigneur de Vaucourt, auquel succéda sa veuve, dame Françoise d'Autriche ; Jean Arnollet, lieutenant des gardes du corps royal.
Parmi ces noms, la lignée des Montureux est sans aucun doute celle qui a le plus marqué le village. Elle commence par Jean-Louis de Bourcier né le 11 janvier 1687 à Luxembourg. Il fait ses reprises pour la baronnie de Monthureux-Sur-Saône le 3 septembre 1721. Au mois de mai 1723, le duc Léopold lui cède le droit de retrait féodal d'Arracourt. Par la suite, ses actes sont signés : Baron de Montureux & de Mervaux & seigneur d'Arracourt. Il est mort à Nancy le 14 mars 1751 et inhumé dans la chapelle familiale de l'église des minimes à Nancy.

#### Des droits seigneuriaux particuliers
Les droits assez rares de haut-passage et de trapage¹ ont déjà été mentionnés. À cela, il faut ajouter le droit de pontenage, un impôt annuel de un denier que les habitants d'Arracourt devaient payer pour pouvoir traverser un pont. Dans son ouvrage sur la voirie médiévale de Lorraine, Jean-Marie Yante mentionne, année 1186, un pont sur la Loutre avec péage à Boncourt, écart sur la commune d'Arracourt. Il s'agit probablement du même ouvrage.
Certains de ces droits perdurèrent jusqu'à la Révolution française comme l'atteste le cahier de doléances de Réchicourt-la-Petite qui demande la suppression du péage d'Arracourt.
¹ : Le «droit de relèvement» est une taxe à payer avant héritage et dans un temps court après le décès. Le « droit de haut passage » signifie ici taxe pour utilisation d'un chemin, d'un chemin de grande circulation ; le droit de trapage est un ancien droit destiné à financer le piégeage.

### La guerre de Trente Ans (1618-1648)
À l'automne 1635, les armées françaises et leurs alliés se préparent à l'attaque du duc de Lorraine stationné à l'est de Donnelay et de Marimont. Entre le 11 et le 23 octobre 1635, on compta jusqu'à 20 000 hommes et 15 000 chevaux stationnés entre Arracourt et Juvrecourt. Parmi ces soldats, se trouvait  Gallas, officier subalterne de Bernard de Saxe Weimar. C'est cet officier Gallas qui quelques semaines plus tard orchestrera le saccage de la ville de Saint-Nicolas-de-Port.
Dans les comptes du domaine d'Einville pour l'année 1637 à propos d'Arracourt, on lit que le maire ainsi qu'un grand nombre d'habitants sont morts. Le reste des habitants s'étant retiré à l'évêché de Metz en ez bois... Le comptable n'en a su avoir déclaration ni compte. On comprend mieux la situation quand on sait que les forces françaises occupantes avaient reçu l'ordre de Richelieu de « brûler tous les villages d'où l'ennemi pourrait tirer quelque chose ».
En 1641, le comptable du Domaine d'Einville se transporte à Arracourt avec les seigneurs comparsonniers¹ pour entendre et recevoir les comptes du maire et tirer les rentes dues par les habitants. En 1644 les mêmes documents indiquent que les habitants se sont retirés avec leurs biens dans les villes voisines à cause des troupes logées aux environs du lieu. En 1646, on précise que les habitants ne sont plus que quinze ou seize, au lieu d'une centaine avant cette guerre.
¹ : comparsonier ou comparsenier signifient copartageant dans ce contexte.

### Les conséquences désastreuses de l'annexion de la Lorraine par la France
Dans sa thèse soutenue le 20 décembre 1878, l'abbé François Désiré Mathieu plus connu dans le lunévillois sous le nom de cardinal Mathieu, décrit avec beaucoup de détails la ruine des paysans lorrains au XVIIIe siècle. Dès la signature du Traité de Vienne en 1738, le duché de Lorraine passe sous domination française qui nomme un gouverneur. Les lorrains sont alors écrasés par la fiscalité Française qui s'additionne à la fiscalité lorraine déjà prégnante et à plusieurs années noires sur le plan météorologique. 
L'occupant français instaure en plus la corvée royale. Elle est destinée à obtenir la main d’œuvre, gratuite bien entendu, pour la réparation des voies existantes et la construction de nouvelles routes à vocation militaire. Ces corvées sont considérées comme particulièrement infamantes puisqu'elles obligent les paysans à quitter leurs champs, parfois pendant plusieurs semaines même en période de récolte. À cela s'ajoute la cruauté de l'intendant royale Chaumont de La Galaizière qui mobilise à son seul profit des bras pendant deux années pour la construction d'une route reliant son château de Neuviller à Nancy et dont lui seul en a exprimé le besoin.
Les habitants d'Arracourt n'échappent pas à ce marasme. Le prix des terres labourables est divisé par dix. Très hypocritement, un des seigneur du lieu, Monsieur de Montureux, se plaint que de nombreuses fermes soient en friches et qu'il ne  trouve plus de fermier pour sa terre. Il se garde bien de rappeler que son père, par ses fonctions à la cour de Lorraine, a largement contribué à faciliter l'annexion, cause de ces maux. Il se garde également de dire que les seigneurs du lieu, dont lui-même, continuent d'exiger 3 000 écus d'impôt à la communauté d'Arracourt, comme si la conjoncture n'avait pas changé.
Pendant cette période, la France est empêtrée dans la guerre de sept ans. Elle fait des appels répétés de contingents militaires. Les lorrains sont particulièrement sollicités pour combler les lourdes pertes humaines. Des levées supplémentaires d'hommes sont faites en 1759, 1760, 1761 et 1762. À cela s'ajoutent d'autres raisons d’appauvrissement qui ont accru les effets de la fiscalité. En 1759, une sécheresse extrême rend l'eau si rare que les éleveurs vont abreuver leur bétail dans les villages voisins. En, 1763, c'est une épidémie qui sévit. On compte 43 décès dont 18 enfants de moins d'un an.

#### L'émigration des Lorrains vers leBanat
La situation catastrophique évoquée au paragraphe précédent a ruiné les laboureurs, même les mieux lotis. Voulant fuir la misère, beaucoup cherchent à émigrer. Mais sous l'ancien régime, les habitants sont la propriété du seigneur qui voit d'un mauvais œil la fuite de ses contribuables. Pour les contraindre, on s’appuie alors, entre autres textes, sur un vieux règlement qui permettait d'envoyer aux galères les protestants suspectés de vouloir quitter le sol français.
À la même époque, Marie-Thérèse d'Autriche décide de repeupler les zones désertiques du Banat hongrois et du pays de Werschetz. Elle établit dans diverses villes de l'empire des commissaires qui ont pour mission d'attirer des colons. Les fonctionnaires sont encouragés par une prime pour chaque famille entrant dans l'empire. Un service d'émigration est installé à Kehl, aux portes de la France. Un notaire impérial aide les arrivants dans leurs démarches et leur fournit les documents et itinéraires à suivre. Le système fonctionne plutôt bien. En avril 1770, ce sont près de 700 familles lorraines de langue française qui s'établissent en Hongrie. Ce phénomène migratoire est connu des historiens sous le vocable les Lorrains du Banat. Arracourt est plusieurs fois cité dans les documents consultés comme l'un des points de départ de migrants lorrains vers la Hongrie. Parmi ces lorrains du Banat, on trouve les trois frères Griffaton natifs d'Arracourt. Ils décédent en Roumanie et en Serbie sous le nom de Griffatong; on trouve aussi le couple Jean Lefort et Marie Champion qui se sont mariés à Arracourt le 8 janvier 1860 avant d'émigrer ; le cas de Maurice Damas est un peu particulier. Il se marie à Arracourt le 14 février 1747. Son épouse décède en 1766 à Arracourt. Il se remarie la même année à Bathelémont et décède en 1771 au Banat. Il fait sans doute partie de ces migrants qui n'ont pas supporté les difficiles conditions d’acclimatation. Il y aussi Agnès Raymond née à Arracourt en 1739. Elle se marie à Athienville en 1765 avec Joseph Laurent d'Hoéville qui décède en 1809 à Triebswetter, en Roumanie. Parmi ces lorrains partis d'Arracourt, il y a également le couple Jean Somail et Marguerite Laurent qui se sont mariés à Arracourt le  26 avril 1757.
En consultant des données publiques de généalogie, on recense 43 noms de migrants pour la seule commune d'Arracourt et cette liste est probablement incomplète.
En 1878 soit un siècle après cette émigration, le docteur Heicht de la faculté de médecine de Nancy se rend au Banat pour faire sa propre enquête. Une personne interrogée lui indique que sa famille est originaire de Râko en Lorraine. Il s'agit bien entendu d'Arracourt. Ce descendant de migrant avait mémorisé l'une des formes patoises d'Arracourt.

### Le cimetière
Selon la tradition orale et parmi les paysans lorrains émigrants vers la Hongrie dans la deuxième moitié du XVIIIe siècle, se trouvait un nommé Lacouture originaire d'Arracourt. À son départ, il a laissé à la communauté un terrain qui est ensuite devenu le cimetière du village.

### Le télégraphe de Chappe
Une tour de Chappe  a été en service en 1800-1801, à l'occasion du traité de Lunéville. Elle servait de relais entre Vic-sur-Seille et Jolivet et se trouvait au sud du Village, près de la ferme de Vaudrecourt

### Découverte numismatique
En 1847, en défrichant une vigne¹ au lieu-dit « les mairies », des habitants découvrent un pot en gré rempli de pièces de monnaie en argent. Il y avait 32 anciens écus de 6 et de 3 francs ; une pièce de Philippe d'Espagne duc de Milan ; quatre pièces de Charles IX ; dix pièces d'Henri III ; une de Charles X cardinal de Bourbon ; dix d'Henri IV ; cinq de Louis XIII ; une de Charles de Lorraine ; deux-cent-soixante-quinze pièces de petit modèle identifiées comme monnaie de Lorraine,.
¹ : défricher une vigne n'a pas de sens si on prend la signification actuelle du verbe car une vigne n'est pas une friche. Le verbe en question avait un autre emploi au XIXe siècle. Il s'utilisait pour désigner l'action agricole de défonçage qui consiste à prélever la totalité des pierres présentes dans une profondeur d'environ 30 centimètres. On employait le verbe défricher car l'action est exactement la même, que l'on veuille extraire les pierres ou les racines.

### Le canton d'Arracourt
Il est créé en 1790 puis supprimé rapidement et intégré à celui de  Vic-sur-Seille. Le traité de Francfort annexe une partie du canton de Vic à l'Allemagne. La loi du 21 mars 1873 recrée le canton d'Arracourt. Il est composé avec les huit autres communes restées françaises. La chute démographique constante de ces communes rurales va transformer ce canton en exception administrative. Il sera le plus petit canton de Meurthe-et-Moselle. Il est supprimé par la réforme territoriale de 2014 qui intègre ses communes au canton de Baccarat.

### Postes et télégraphe
Le bureau de postes entre en fonctionnement le 16 février 1872.
En 1876, le ministre de l'intérieur autorise la création d'un bureau télégraphique à Arracourt.

### Tensions d'avant guerre et destruction du village
Arracourt fut un village-frontière avec l'Allemagne entre 1871 et 1918. Dans un contexte international troublé, marqué par exemple par l'Affaire Schnaebelé, le coup de force d'Agadir ou le début guerres des Balkans, la commune connaît plusieurs incidents de frontières.
Le 26 novembre 1912 vers 23 h 30, le receveur des postes d'Arracourt  reçoit un télégramme lui demandant de décacheter l'un des plis secrets  qui sont conservés dans son bureau de poste. Le contenu de ce pli est sans ambiguïté : il s'agit de l'ordre de mobilisation générale. Le  brigadier de la gendarmerie fait placarder l'ordre dans les communes  du canton.
Rapidement, la nouvelle se répand : la guerre vient de commencer. À  deux heures du matin, les réservistes d'Arracourt partent rejoindre  leur garnisons à Lunéville, Toul, Saint-Nicolas-de-Port ou  Nancy. Vers cinq heures on ne compte plus un seul homme valide entre 21 et 45 ans dans toutes les communes concernées.
Un grand nombre d'entre eux ont rejoint leur casernement pendant la  matinée du 27. On s'aperçoit bien vite qu'il s'agit d'une erreur du  receveur des postes qui s'était trompé de pli à ouvrir. Il s'agissait  en fait d'un ordre de mobilisation partielle, transmis à l'occasion  de manœuvres de la caserne Landremont de Nancy. Les réservistes sont  indemnisés et renvoyés dans leur foyers.
Cette méprise fera le tour de France, elle sera présentée par la  presse comme un exemple de patriotisme et les habitants du canton  seront félicités pour leur efficacité. Convoqué devant le Conseil de discipline des postes le 27 décembre 1912, le receveur incriminé et suspendu de ses fonctions se vit infligé une mutation sans suspension supplémentaire.
Quelques mois plus tard, le 22 avril 1913 un biplan militaire allemand atterrit à Arracourt faute de carburant. Après enquête du sous-préfet Lacombe, il est autorisé à repartir et dans la soirée l'ambassadeur de France à Berlin Jules Cambon intervient auprès du  ministre des Affaires étrangères  Gottlieb von Jagow.
Le village fut partiellement détruit en 1914-1918 et perdit la moitié de sa population.

#### Otages civils
Lors du repli allemand, le 12 septembre 1914, le chanoine Lacour curé doyen d'Arracourt est emmené comme otage civil. Il est interné au fort Von der Thann  en Bavière. Il décède en captivité à Munich le 7 octobre 1915. Ses compagnons d'infortune originaires d'Arracourt étaient MM Simonin, Pernet, Adry, Gauçon, Pastel, Eve, Jesperier, Gougelin, Louis, Becker, et Jacquot.

### Seconde Guerre mondiale

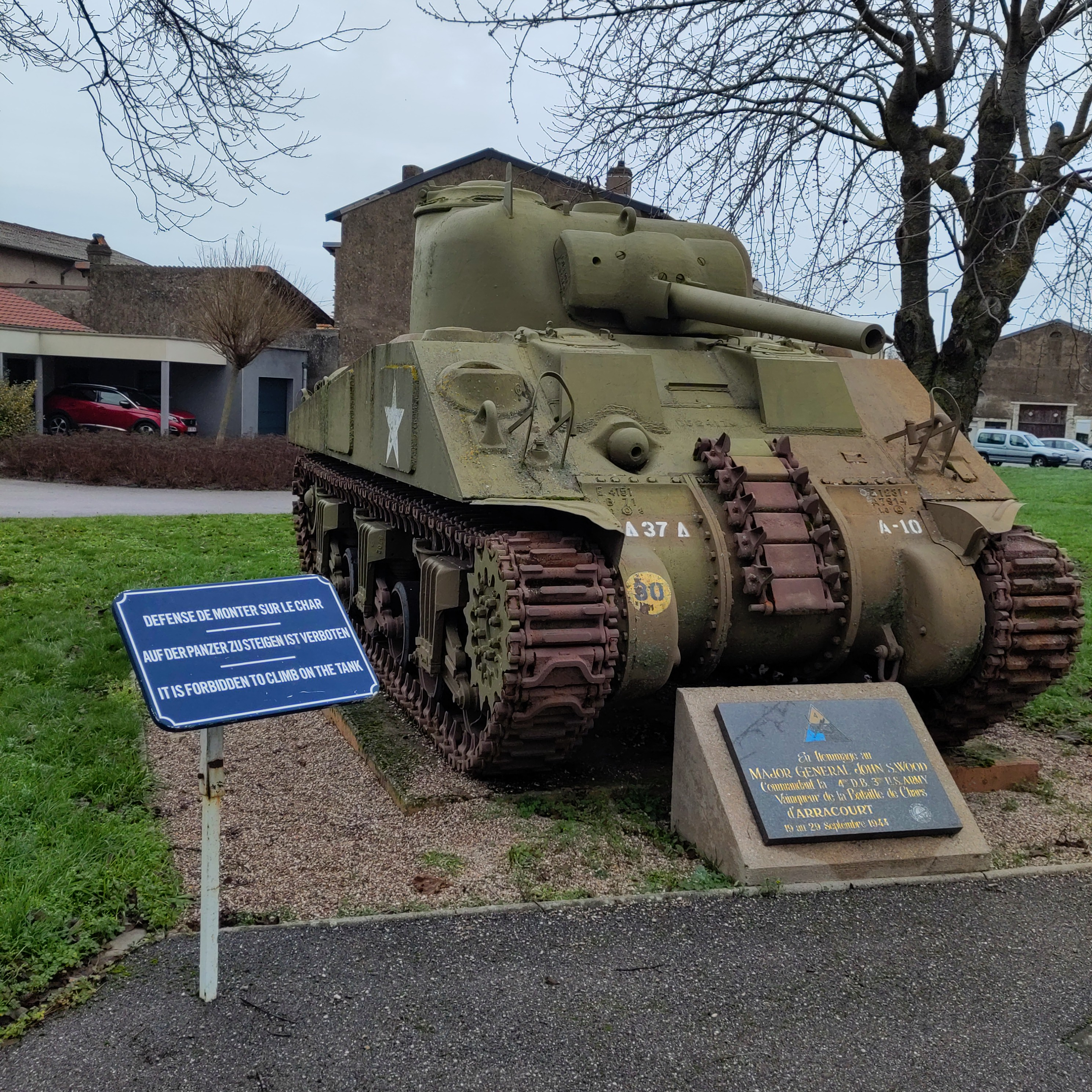
Char américain exposé à Arracourt.

La bataille d'Arracourt - affrontement entre forces blindées américaines et allemandes - s'est déroulée du 19 au 29 septembre 1944 à Arracourt et dans les communes avoisinantes. La bataille est décrite dans l'épisode 8 de la saison 1 de la série Greatest Tank Battles (en anglais).

## Politique et administration
| Période                                  | Période        | Identité                                      | Étiquette    | Qualité |
| ---------------------------------------- | -------------- | --------------------------------------------- | ------------ | --- |
| Les données manquantes sont à compléter. |                |                                               |              | |
| 1789                                     | 1800           | Georges Picard                                |              | maire puis agent communal, remplacé par Curin Ricatte en 1798-1799                                                                   |
| 1800                                     | 1815           | Nicolas Maire                                 |              | Après la première abdication de Napoléon, Nicolas Maire cède sa place au comte de Montureux, il la retrouve le temps des Cent-Jours. |
| 1814                                     | 1830           | François Joseph de Bourcier de Monthureux     |              | remplacé par Pierre Demoyen en 1825-1826, puis par Joseph Thinselin en 1830-1832                                                     |
| 1837                                     | 1858           | Adolphe de Bourcier de Monthureux (1787-1858) |              | mort durant son mandat |
| 1858                                     | 1874           | Eugène Adolphe de Bourcier de Monthureux      |              | Remplacé par Etienne-Jules Barbier en 1871-1874                                                                                      |
| 1874                                     | février 1878   | Raoul de Bourcier de Monthureux (1835-1925)   |              | Non-reconduit par le gouvernement Dufaure                                                                                            |
| février 1878                             | septembre 1879 | Nicolas Hadot (1822-1891)                     |              | Nommé par le gouvernement Dufaure, démissionnaire                                                                                    |
| septembre 1879                           | 1890           | Etienne-Jules Barbier                         |              | démissionnaire |
| 1890                                     | 1896           | Joseph Vogin                                  |              | |
| 1900                                     | 1903           | Arthur de Bourcier de Monthureux              | Conservateur | suspendu par arrêté préfectoral |
|                                          | 1919           | Maire                                         |              | |
| 1919                                     |                | Joseph Pernet                                 |              | |
|                                          |                |                                               |              | |
| 2001                                     | mars 2008      | André Jesperier                               |              | |
| mars 2008                                | juillet 2020   | Ginette Marchand                              |              | Retraitée de la fonction publique |
| juillet 2020                             | En cours       | Michèle Kirsch,                               |              | Profession libérale |

## Population et société

### Démographie
L'évolution du nombre d'habitants est connue à travers les recensements de la population effectués dans la commune depuis 1793. Pour les communes de moins de 10 000 habitants, une enquête de recensement portant sur toute la population est réalisée tous les cinq ans, les populations de référence des années intermédiaires étant quant à elles estimées par interpolation ou extrapolation. Pour la commune, le premier recensement exhaustif entrant dans le cadre du nouveau dispositif a été réalisé en 2007.

En 2022, la commune comptait 252 habitants, en évolution de +2,02 % par rapport à 2016 (Meurthe-et-Moselle : −0,13 %, France hors Mayotte : +2,11 %).
| 1793 | 1800 | 1806 | 1821 | 1831 | 1836 | 1841 | 1846 | 1851 |
| ---- | ---- | ---- | ---- | ---- | ---- | ---- | ---- | ---- |
| 556  | 764  | 798  | 812  | 879  | 950  | 891  | 895  | 872  |

| 1856 | 1861 | 1872 | 1876 | 1881 | 1886 | 1891 | 1896 | 1901 |
| ---- | ---- | ---- | ---- | ---- | ---- | ---- | ---- | ---- |
| 760  | 802  | 893  | 856  | 813  | 785  | 721  | 703  | 677  |

| 1906 | 1911 | 1921 | 1926 | 1931 | 1936 | 1946 | 1954 | 1962 |
| ---- | ---- | ---- | ---- | ---- | ---- | ---- | ---- | ---- |
| 654  | 626  | 330  | 365  | 362  | 357  | 359  | 335  | 362  |

| 1968 | 1975 | 1982 | 1990 | 1999 | 2006 | 2007 | 2012 | 2017 |
| ---- | ---- | ---- | ---- | ---- | ---- | ---- | ---- | ---- |
| 321  | 259  | 215  | 259  | 234  | 240  | 241  | 244  | 246  |

| 2022 | - | - | - | - | - | - | - | - |
| ---- | - | - | - | - | - | - | - | - |
| 252  | - | - | - | - | - | - | - | - |

## Culture locale et patrimoine

### Lieux et monuments
- Château XVIIIe siècle, détruit en 1914/18 : subsistent des dépendances et les vestiges d'une tour ronde.
- Église Saint-Maurice, réalisée en 1920 par Jules Criqui, pour remplacer le bâtiment détruit par les bombardements de 1914.
- Chapelle Notre-Dame-de-Pitié (dans le village), reconstruite après 1918.
- Monument aux morts.

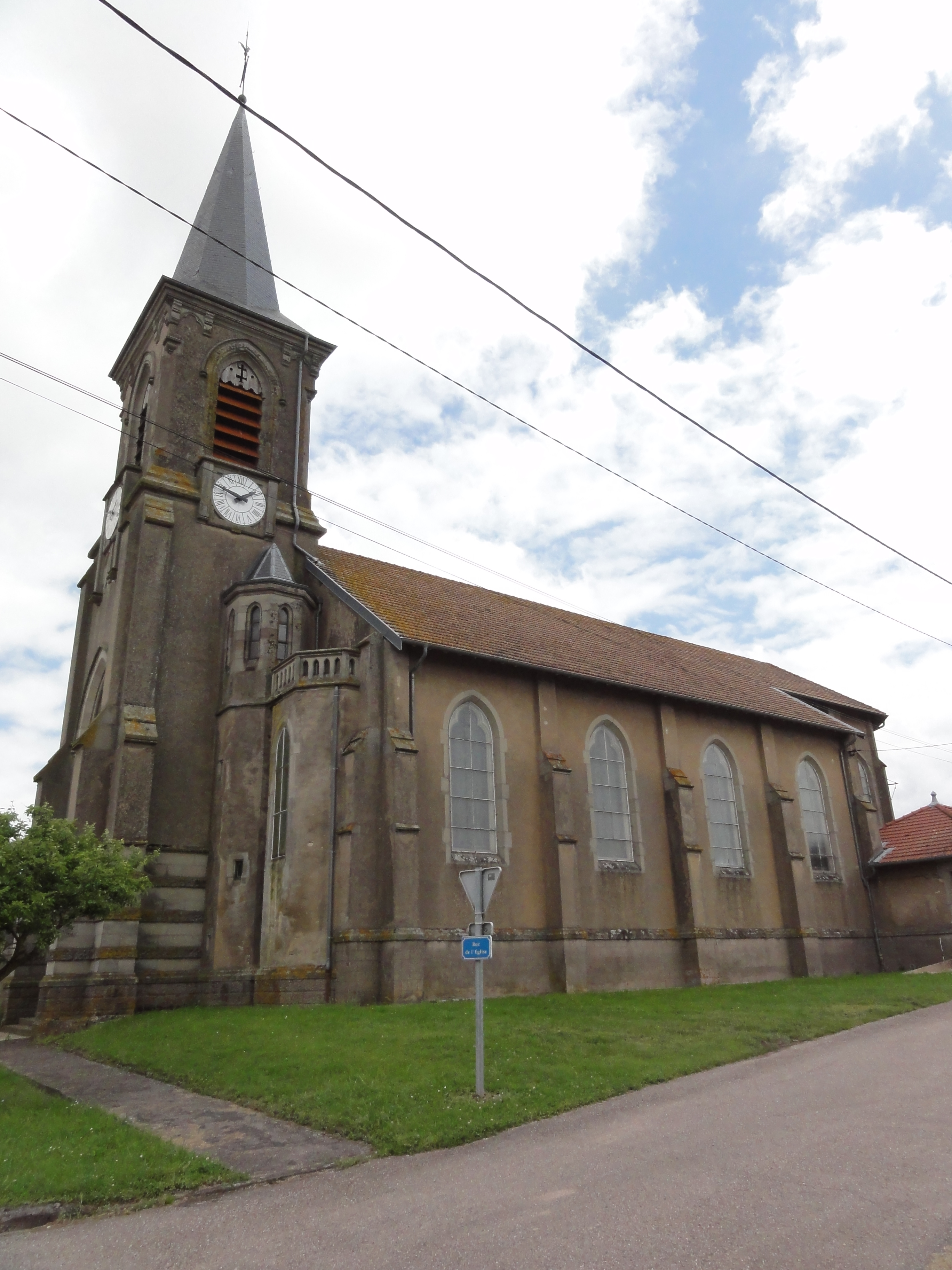
Église Saint-Maurice.
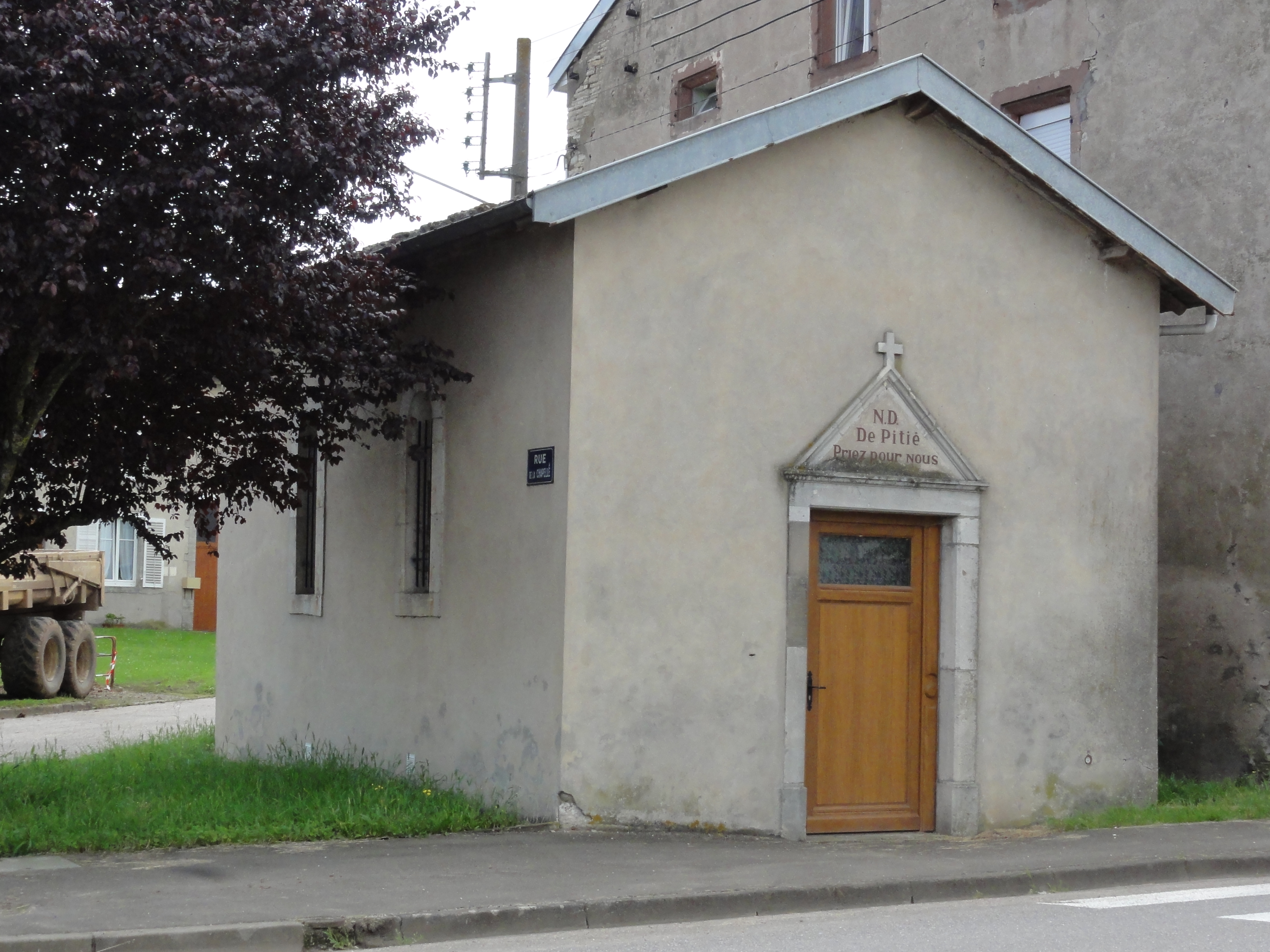
Chapelle Notre-Dame-de-Pitié.
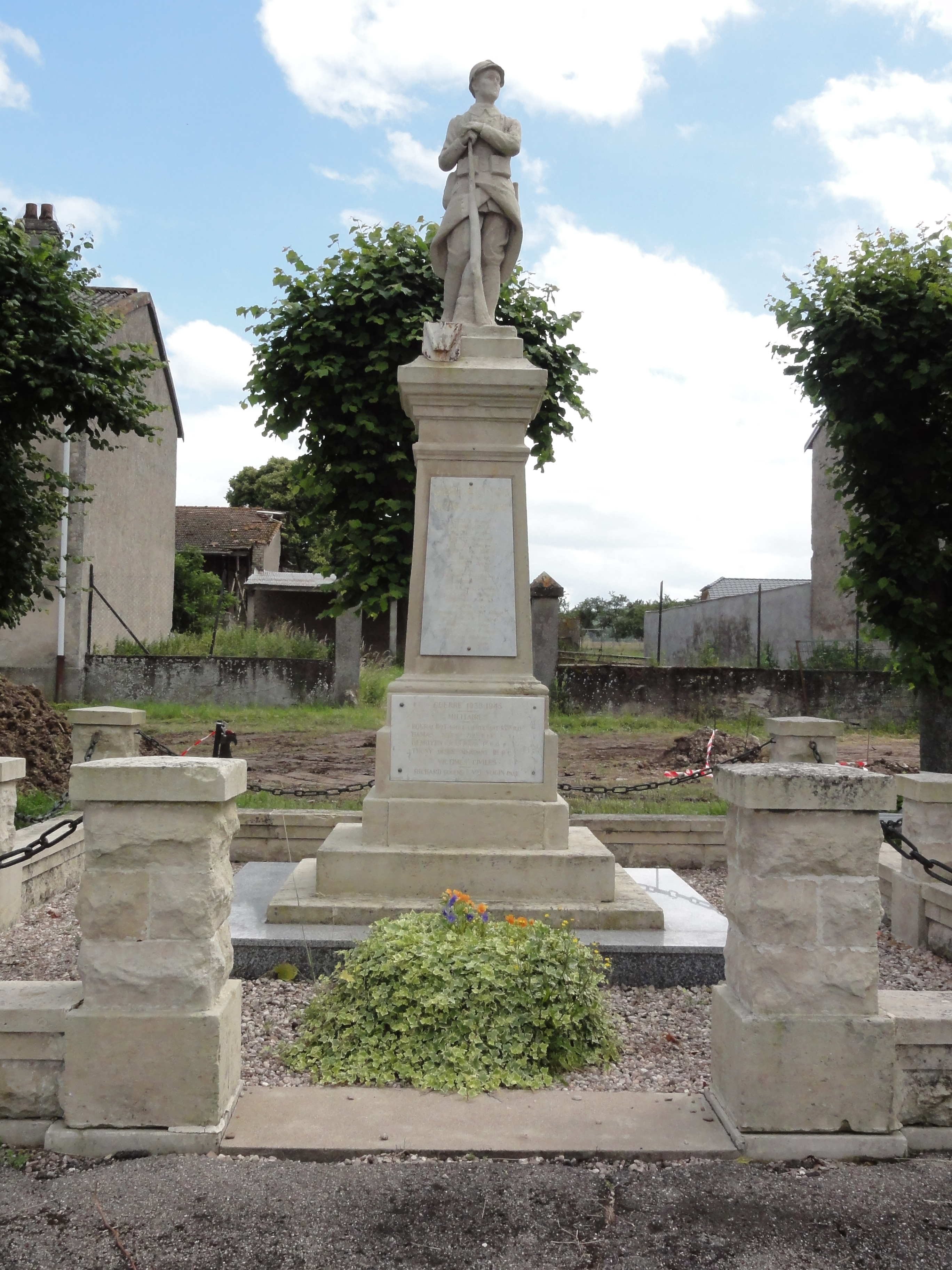
Monument aux morts.

### Patrimoine militaire
- Un mémorial pour les libérateurs américains a été érigé.
- Un char d'assaut de la Seconde Guerre mondiale a été reconverti en monument commémoratif de la bataille d'Arracourt. Le modèle exposé est en réalité un Sherman M4.A4T[58], série qui a été créé en 1952, en reconfigurant à  l'arsenal de Rueil-Malmaison les  M4 A4 de l'armée française.

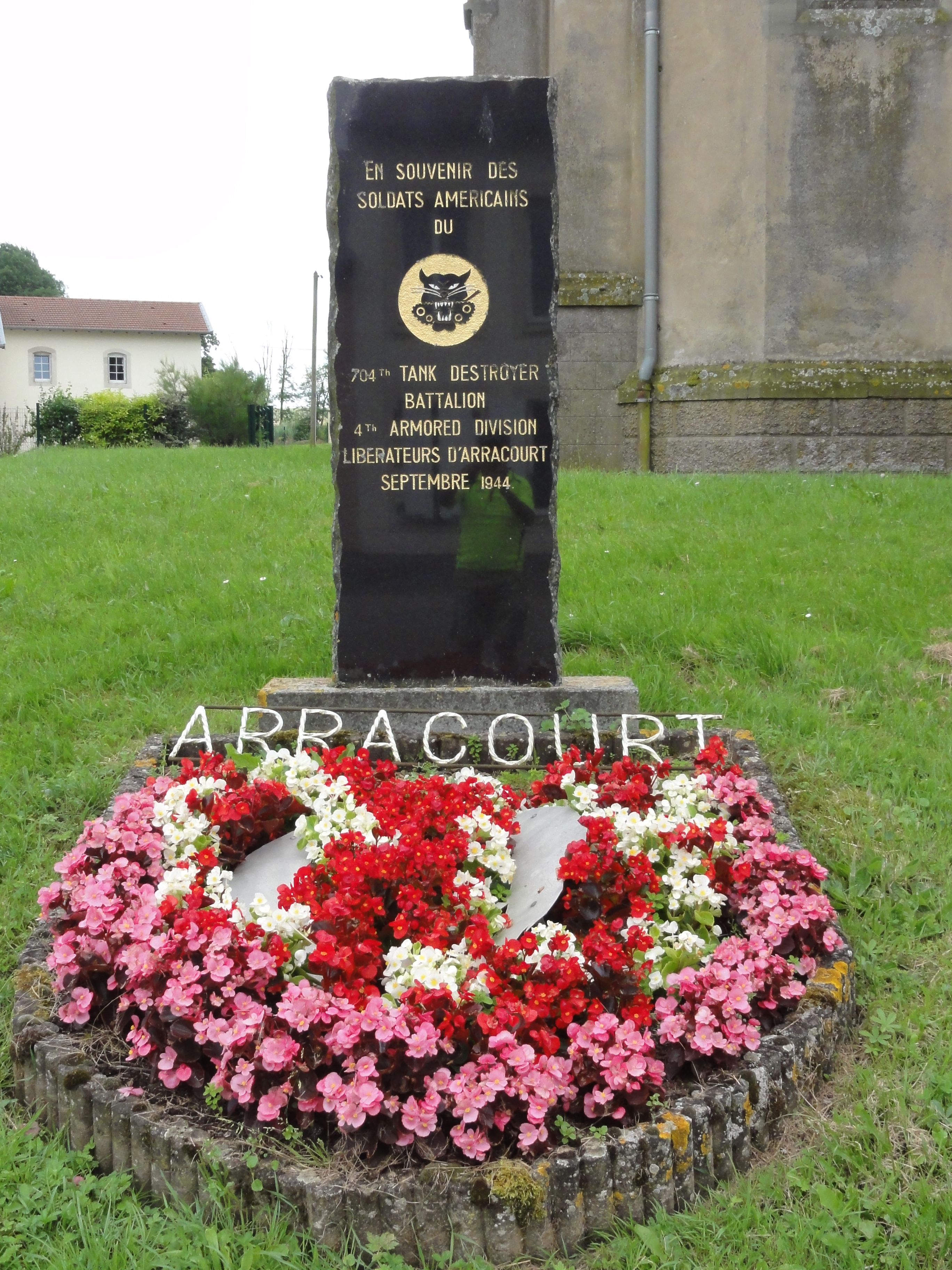
Mémorial libérateurs américains.
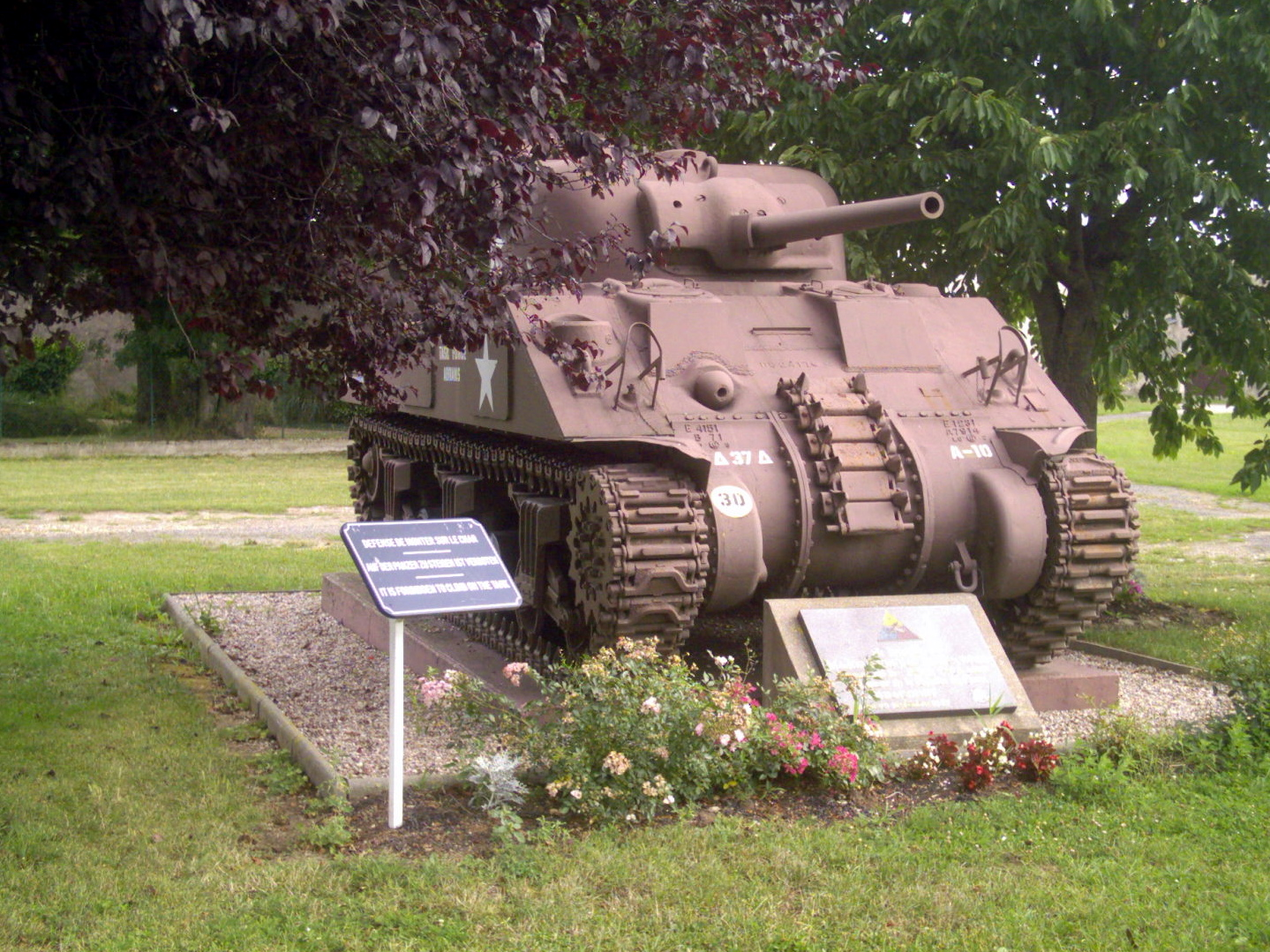
Char M4 A4T.

### Personnalités liées à la commune
Louis Auguste Delalle est un ecclésiastique français. Il est né à Revin le 9 octobre 1800 et mort à Rodez le 6 juin 1871. À l'âge de onze ans, il vint avec sa famille habiter Arracourt. Il commença ses études au collège de Vic avant d'entrer au petit séminaire de Pont-à-Mousson. Il a été évêque de Rodez de 1855 à 1871.
Henri Delalle, petit neveu du précédent, est un ecclésiastique d'origine française. Il est né à Arracourt le 1er décembre 1869 et mort le 13 février 1949 à Durban en Afrique-du-Sud. Il commença ses études religieuses au petit séminaire de Pont-à-Mousson. Il obtint ses doctorats de philosophie et de théologie à Rome. Il fut sacré évêque le 2 juin 1904 à Nancy. Il fut vicaire apostolique de Durban du 19 décembre 1903 au 4 avril 1946.
Fernand Rousselot est né à Lunéville en 1879. Très jeune, il est confié à sa grand-mère qui habite Arracourt. Celle-ci ne parlant que patois, Rousselot apprend ainsi la langue régionale. Il va parfaire ses  connaissances linguistiques en passant une partie de ses vacances scolaires à Arracourt. Il écrit plusieurs documents en lorrain et enrichit ses autres œuvres de mots et d'expressions du cru. Il a contribué à l'écriture des contes de Fraimbois dans lesquels La Grande Râco (Arracourt en patois) est plusieurs fois citée, Athanase Grandjacquot, l'auteur de ces paysanneries, était son ami.

### Héraldique
| Blason de Arracourt | Blason  | De gueules à deux saumons adossés d'argent.      |
| Blason de Arracourt | Détails | Le statut officiel du blason reste à déterminer. |

#### Blasons populaires
Les habitants ont d'abord été surnommés, rime patoise oblige, les loups d'Arracou. Les événements politiques du XIXe siècle ont eu pour conséquence inattendue l'ajout du surnom les républicains, par dérision envers les supposées revendications monarchistes de quelques habitants,,.